# Tour de la Bondue
La tour de la Bondue est une tour située à Autun en France. 

## Protection
La tour est inscrite au titre des monuments historiques depuis le 16 février 2015,.